# 皮里海峡 (格陵兰)
皮里海峡（英語：Peary Channel）是一条假想的将格陵兰岛最北端的皮里地与南部主岛分隔的东西向海峡。 1892年，美国北极探险家罗伯特·皮里声称其在科学院冰川北部的海军崖（Navy Cliff）观测时，发现有一条独立的峡湾，并以其名字命名，绘制出了具体的地理特征。于是，当时的美国声称格陵兰岛其实由两座岛屿组成，一条皮里海峡由东向西延伸，将格陵兰岛最北部的皮里地与南部的大陆分隔了开来。并且，皮里地岛的权属应属于美国。针对这一争议，格陵兰岛的权属国丹麦立刻组建了一支探险队，决定进行实地考察。结果通过1906年至1908年损失惨重的探险，最终证实皮里海峡并不存在。